# رود گلات
رود گلات (انگلیسی: Glatt) رودی است که به رود راین میریزد. این رود از کشور آلمان میگذرد.